# San Marcellino
San Marcellino – miejscowość i gmina we Włoszech, w regionie Kampania, w prowincji Caserta.
Według danych na rok 2004 gminę zamieszkiwało 11 708 osób, 2927 os./km².